# Periodismo de opinión
El periodismo de opinión  es un género periodístico, habitual en forma de artículo (llamado, por consiguiente, artículo de opinión), sobre un tema o noticia de actualidad, escrito por un autor o autores, en un medio de comunicación como la prensa, la radio o la televisión. Normalmente, aunque no siempre, forman parte de la línea editorial periodística de la empresa o medio donde se publican, con un fin sociológico o ideológico. 
Un artículo de opinión puede aparecer como artículo o, por ejemplo, como caricatura periodística[cita requerida]. Quien escribe periodismo de opinión suele recibir el nombre, no oficial, de columnista de opinión. Hay varios géneros periodísticos basados en el punto de vista, opiniones. Entre ellos, por ejemplo, está el periodismo gonzo y el nuevo periodismo.
El periodismo de opinión puede plantear desafíos éticos y de responsabilidad para los columnistas que lo practican. A diferencia del periodismo informativo, el periodismo de opinión se basa en la expresión de puntos de vista personales y subjetivos, lo que puede llevar a ciertos problemas éticos.
Por ejemplo, los columnistas de opinión deben tener cuidado al expresar sus juicios respecto a temas delicados o controvertidos, como la religión, la política o la sexualidad. Es importante que los columnistas de opinión eviten prejuicios o sesgos y que fundamenten sus opiniones en argumentos racionales y evidencia sólida.
Además, los columnistas de opinión se consideran responsables en la forma en que expresan sus opiniones. Esto significa que deben evitar el uso de lenguaje ofensivo o difamatorio, así como cualquier forma de discriminación o intolerancia[cita requerida]. Los columnistas de opinión también deben ser cuidadosos en la forma en que presentan información, asegurándose de no distorsionar los hechos o manipular la información para respaldar sus opiniones. La ética y responsabilidad en el periodismo de opinión también implica ser transparentes con los lectores sobre los puntos de vista del columnista y cualquier posible conflicto de intereses. Los columnistas de opinión deben declarar claramente su posición en un tema y explicar sus motivos y fundamentos para sostener esa opinión[cita requerida]. Además, si un columnista de opinión tiene algún interés o relación con un tema o una fuente de información, debe revelarlo para que los lectores puedan evaluar la objetividad de su opinión.

## Características
- Tiene sus orígenes en la retórica propuesta por Aristóteles.
- Utiliza la argumentación como base de la estructura.
- Utiliza elementos propios del género literario.
- La parte más importante es la opinión subjetiva, no la noticia en lo hacerse
- Analiza un hecho para así orientar al público e influir en su opinión sobre este hecho.
- Es habitual el uso de expresiones de opinión como: «parece que», «pienso que», «considero que..», «desde mi punto de vista, «es evidente que...

No es basado en evidencia necesariamente. La opinión puede ser ajena a los dictados de la ciencia

## Estructura
La estructura del artículo de opinión se compone de cinco partes:
- Título : debe ser creativo para poder atrapar al lector
- Introducción: es el primer párrafo que debe llamar la atención al lector.
- Tesis: donde figura el tema detenidamente y surge una posición ante él, es decir, el enfoque del tema.
- Argumentos: Desarrolla los argumentos que sustentan tu tesis. Cada argumento debe tener un párrafo propio, con una idea principal, evidencia (datos, ejemplos, anécdotas, citas) y razonamiento que explique la conexión entre la evidencia y la idea principal.
- Conclusión: es el argumento más persuasivo que defiende la opinión principal del autor.

## Clases de opinión
El periodismo de opinión se basa en:

### Artículo
- El artículo de opinión es un texto de opinión personal que aborda de manera extensa un tema.
- Está escrito por personas asociadas al medio donde aparece publicado.
- Los autores habitualmente son personas con experiencia y reconocimiento.
- Las opiniones pueden discrepar de la línea editorial del medio en el que es publicado.
- Las ideas que se exponen en ocasiones son polémicas y quieren provocar discusión o tendencia en la opinión pública.

### Editorial
- Es un artículo de fondo sobre un tema relevante de actualidad. Al texto está redactado de forma impersonal y quiere invitar a la reflexión.
- El responsable de la opinión vertida es el medio de comunicación, independientemente de las personas que lo redacten. Es decir, carece de firma y refleja la ideología más a fin al periódico y sus colaboradores.
- No siempre tiene un receptor amplio o general. Muchas veces, se hacen pensando en los lectores, como podrían ser determinados sectores de la opinión pública (líderes de opinión, grupos de presión, etc.).
- Consta de una estructura predeterminada. Aunque predomina el carácter argumentativo, también se encuentran partes expositivas.
- Su principal objetivo es formar la opinión sobre un tema que se quiere destacar.

### Columna
- Es un texto personal acerca de una cuestión de actualidad.
- Su emisor suele ser un colaborador que no pertenece a su plantilla, tiene una relación estrecha con la misma.
- Su principal característica es la manera en que combina aspectos reales con elementos ficticios. Para ello, utiliza una estructura libre marcada por la brevedad.
- Su intención, aparte de dar a conocer la opinión del autor, es literaria y pragmática en ocasiones.
- Existen columnas de comentario único y de comentario múltiple.

### Análisis radial o televisivo
Durante una transmisión radial o televisiva, un periodista puede dedicarse a opinar del tema en debate. Un formato posible es de preguntas y respuestas: un moderador plantea preguntas, y los analistas plantean sus posturas.
En espectáculos artísticos y deportivos, existe la figura del comentarista. Este describe el espectáculo en distintos momentos de la transmisión: antes de su desarrollo, a medida que se desarrolla y una vez finalizado. En el caso del comentarista deportivo, describe las fortalezas y debilidades de los participantes, y cómo sus acciones influyen en el resultado del encuentro.
Los comentaristas son imparciales si describen a los rivales de manera neutral, y parciales si describen principalmente el encuentro desde el punto de vista de uno de los competidores. Esto ocurre principalmente en competiciones entre selecciones si alguno de los participantes es del mismo país que el comentarista o medio. También hay medios de propiedad de un equipo, que por tanto simpatizan con este y sus comentaristas son parciales.